# Bluesrock

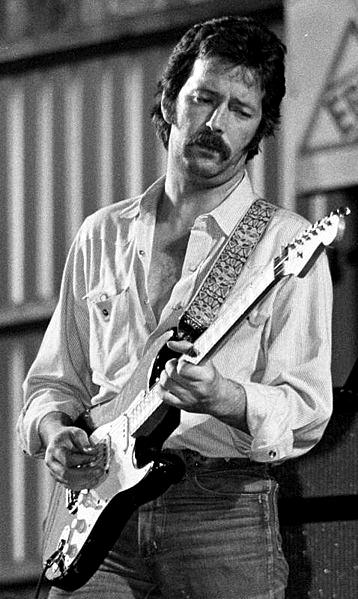
Eric Clapton är en gitarrist som har bidragit till bluesrockens utveckling.

Bluesrock är en fusiongenre som kombinerar blues och rockmusik. Bluesrocken utvecklades under 1960-talet, ett exempel är det tidiga Rolling Stones, som inspirerade av bland andra Howlin' Wolf, Bo Diddley och Muddy Waters kombinerade blues med rock'n'roll.

## Ursprung och utveckling
Trots att rock och blues historiskt sett alltid varit nära länkade, så uppstod inte bluesrocken som en egen genre förrän i slutet av 1960-talet. Bluesrocken karakteriseras av bluesinfluerade improvisationer och långa boogie-jam där fokus vanligtvis ligger på elgitarristen. Musiken har ofta en tyngre, mer riff-orienterad ljudbild och känsla än den traditionella elektrifierade Chicagobluesen.
Genren hade sitt ursprung i Storbritannien där musiker som Alexis Korner och John Mayall bildade band som kom att bli skolning för framtida stjärnor inom genren som Free, Chicken Shack och de tidigaste konstellationerna av Fleetwood Mac. Pionjärer i USA var främst Johnny Winter, Paul Butterfield och bandet Canned Heat. Jimi Hendrixs virtuosmässiga elgitarrspel av blues är en stor och bestående influens i bluesrockens utveckling, speciellt för gitarrister.
Bluesrockens mest kända artist är antagligen Eric Clapton vars musik från mitten av 1960-talet med The Yardbirds, supergruppen Cream och Derek and the Dominos, samt hans efterföljande solokarriär, har betytt mycket för att popularisera bluesrocken (även om bluesrock bara var en av de musikstilar som dessa band spelade).
Jeff Beck, en annan före detta medlem i The Yardbirds, transformerade i slutet av 1960-talet bluesrock till ett slags tidig hårdrock med hans band The Jeff Beck Group där en ung Rod Stewart var sångare och den ännu yngre Ronnie Wood spelade bas. Andra inflytelserika bluesrockmusiker i Storbritannien under 1970-talet var bland andra Rory Gallagher och Robin Trower.
Bluesrocken i USA kom från och med det tidiga 1970-talet och framåt att inkludera band och artister som Allman Brothers Band, the Jimmy Vaughan, Stevie Ray Vaughan, The Fabulous Thunderbirds och ZZ Top. Musikstilen för några av dessa band och artister kan även kategoriseras som boogierock, vilken innehåller färre improvisationer och jam. Den brittiska scenen blev under 1970-talet mer inriktad på utvecklingen av hårdrock, med undantag av band som Foghat (grundat av tidigare medlemmar i Savoy Brown).

## Under senare år
Bluesrocken fick en pånyttfödelse i början 1990-talet och fortsätter att vara en bestående influens, med artister som Gary Moore Derek Trucks, Tedeski Trucks Band, Warren Haynes, Sue Foley, Sunny Landreth, Kenny Wayne Shepherd, Gov't Mule, Jonny Lang, John Spencer Blues Explosion, Blues Traveler, Anthony Gomes, The Black Crowes, The Black Keys, och Joe Bonamassa.

## Exempel på bluesrock
Ett klassiskt exempel på bluesrock är Creams låt Crossroads, som bygger på Robert Johnsons Cross Road Blues och Traveling Riverside Blues, och som smälter samman delar av bluesens sångtexter och musikaliska stil med rockmusikens tempo och gitarrsolon. Andra exempel återfinns i det mesta som Eric Clapton spelade med The Yardbirds, i synnerhet bandets version av Howlin' Wolfs Smokestack Lightning. The Rolling Stones är även ett annat exempel.

## Exempel på bluesrocklåtar
- "Oh Well" – Fleetwood Mac
- "Hoochie Coochie Man" – Alexis Korner's Blues Incorporated
- "Steppin' Out" –  John Mayall's Blues Breakers
- "I Put a Spell on you" – Creedence Clearwater Revival
- "Old Man Down the Road" – John Fogerty
- "Still Got the Blues" -- Gary Moore

## Kända bluesrockmusiker
- Albert Lee
- Alexis Korner's Blues Incorporated
- Aynsley Dunber Retaliation
- John Mayall's Blues Breakers
- Canned Heat
- Fleetwood Mac
- Paul Butterfield Blues Band
- Chicken Shack
- Cream
- Jeff Healy
- Jethro Tull
- Jo Ann Kelly
- Johnny Winter
- C.C.R.
- Stevie Ray Vaughan
- Colosseum